# Classe Galicia
A classe Galicia é uma classe de navio de assalto anfíbio da Armada Espanhola.  Foi construído nos estaleiros navais de Ferrol.
Os navios desta classe possuem um convés de vôo desenhado para permitir a operação de vários helicópteros, bem como um convés inferior destinado a transportar navios de desembarque de tropas.
Esta classe possui também a capacidade de transportar um batalhão de infantaria de 615 soldados.
Os navios da classe Galicia resultam de uma parceria entre a Holanda e Espanha para o desenvolvimento em conjunto de um navio de assalto que satisfizesse as necessidades de ambos os estados. Desta forma, os navios da classe Galicia são semelhantes aos navios da classe Rotterdam.
O Galicia (L51) entrou em comissão em 1998 e o Castilla (L52) em 2000.
Ambos os navios estão baseados na base naval de Rota, em Espanha.

## Navios na classe
| Nº no casco | Nome     | Construtor                        | Batimento de quilha | Lançamento          | Fatalidade   |
| ----------- | -------- | --------------------------------- | ------------------- | ------------------- | ------------ |
| L51         | Galicia  | Navantia (Empresa Nacional Bazán) | maio de 1996        | 21 de julho de 1997 | Em atividade |
| L52         | Castilla | Navantia (Empresa Nacional Bazán) | maio de 1997        | 14 de junho de 1999 | Em atividade |

## Galeria de imagens

navios da classe Galicia
O Galicia transportando ajuda humanitária para o Iraque (2003-04-10)
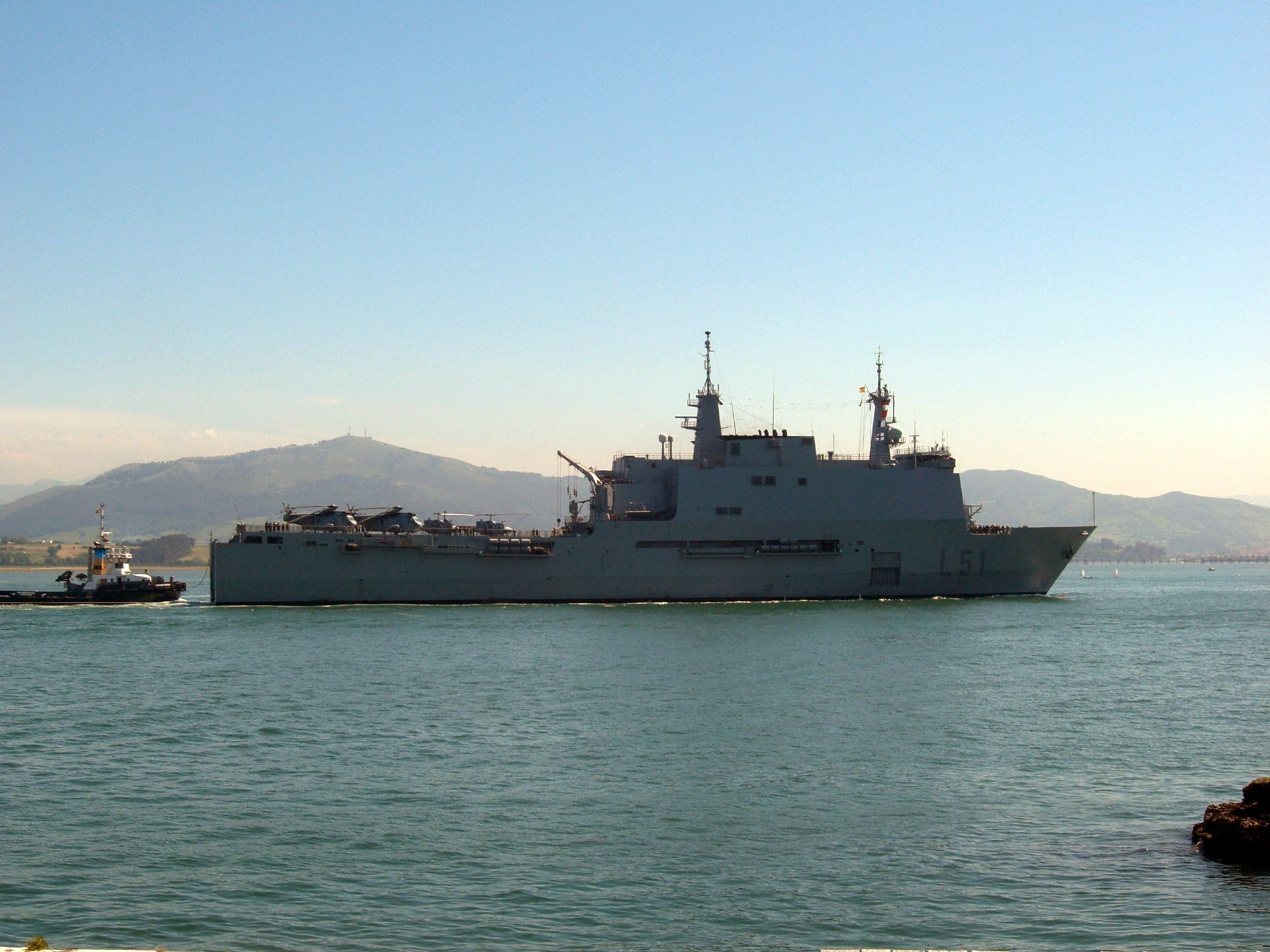
SPS Galicia (L51) em Santander 2009
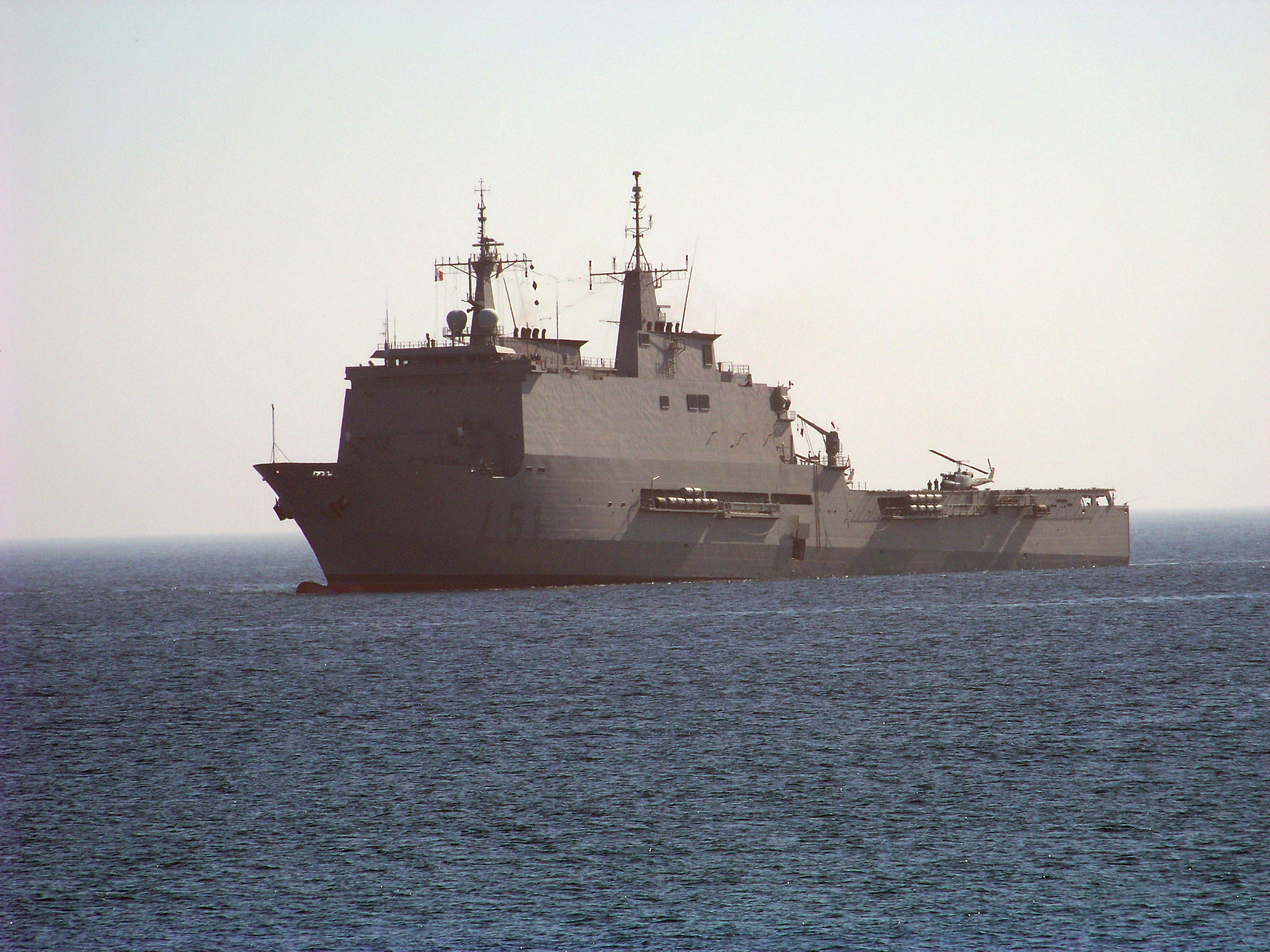
SPS Galicia (L51) durante as celebrações do dia das forças armadas em Santander (2009)
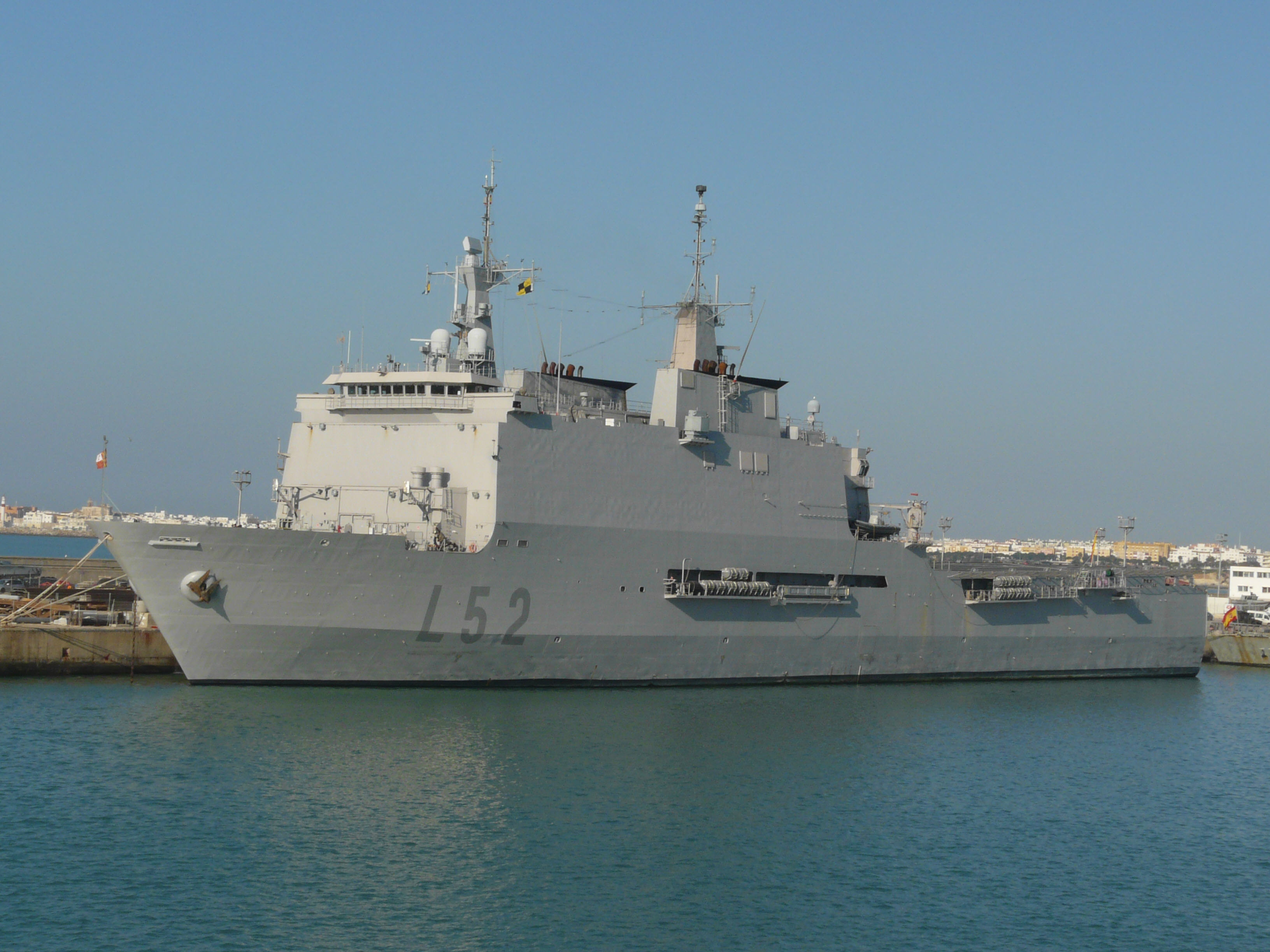
Castilla atracado na base naval de Rota.